# Palácio do Grão-Mestre (Valletta)
Palácio do Grão-Mestre (em maltês:  Il-Palazz tal-Granmastru), oficialmente conhecido como The Palace (em maltês:  Il-Palazz), é um palácio em Valletta, Malta. Foi construído entre os séculos XVI e XVIII como palácio do Grão-Mestre da Ordem de São João, que governou Malta, e também era conhecido como Palácio do Magistério (em maltês:  Palazz Maġisterjali) Eventualmente, tornou-se o Palácio do Governador (em maltês:  Palazz tal-Gvernatur), e atualmente abriga o Gabinete do Presidente de Malta. Partes do edifício, nomeadamente as Salas de Estado do Palácio e o Arsenal do Palácio, estão abertas ao público como um museu gerido pelo Heritage Malta.

## Localização
O Palácio do Grão-Mestre ocupa um quarteirão no centro de Valletta e é o maior palácio da cidade. Sua fachada está localizada em frente à Guarda Principal na Praça de São Jorge (em maltês:  Misraħ San Ġorġ) ao longo da Republic Street (em maltês:  Triq ir-Repubblika)  O palácio também é delimitado pela Rua do Arcebispo (em maltês:  Triq l-Arċisqof), Old Theatre Street (em maltês:  Triq it-Teatru l-Antik) e Merchants Street (em maltês:  Triq il-Merkanti)